# Media generalizada

Construcción geométrica para hallar las medias aritmética, geométrica y armónica de dos números a y b.

La media generalizada es una abstracción de los diversos tipos de media (geométrica, aritmética, armónica, etc). Se define como:
{\displaystyle M_{m}(x_{1},\dots ,x_{n})={\begin{cases}\left({\frac {1}{n}}\sum _{i=1}^{n}x_{i}^{m}\right)^{\frac {1}{m}}&{\mbox{si}}\,m\not =0\\\left(\prod _{i=1}^{n}{x_{i}}\right)^{\frac {1}{n}}&{\mbox{si}}\,m=0\end{cases}}}

En donde ciertos valores del parámetro m se corresponden con otro tipo de medias:
{\displaystyle M_{\infty }(x_{1},\dots ,x_{n})=\max(x_{1},\dots ,x_{n})}
{\displaystyle M_{2}(x_{1},\dots ,x_{n})=} media cuadrática
{\displaystyle M_{1}(x_{1},\dots ,x_{n})=} media aritmética
{\displaystyle M_{0}(x_{1},\dots ,x_{n})=} media geométrica
{\displaystyle M_{-1}(x_{1},\dots ,x_{n})=} media  armónica
{\displaystyle M_{-\infty }(x_{1},\dots ,x_{n})=\min(x_{1},\dots ,x_{n})}

## Definición
Sea {\displaystyle x} una variable discreta que asume los {\displaystyle n} valores positivos 

{\displaystyle x_{1},x_{2},...x_{n}}

,  el número

{\displaystyle c_{\beta }=({\frac {x_{1}^{\beta }+x_{2}^{\beta }...+x_{n}^{\beta }}{n}})^{\frac {1}{\beta }}}

se denomina media potencial de grado {\displaystyle \beta } de los números  {\displaystyle x_{1},x_{2},...x_{n}}. En particular, el número

{\displaystyle c_{1}={\frac {x_{1}+x_{2}+...+x_{n}}{n}}}

es la media aritmética de los mencionados números; en especial, el número

{\displaystyle c_{2}=({\frac {x_{1}^{2}+x_{2}^{2}+...x_{n}^{2}}{n}})^{\frac {1}{2}}}

se llama media cuadrática;, finalmente,  el número

{\displaystyle c_{-1}=({\frac {x_{1}^{-1}+x_{2}^{-1}+...x_{n}^{-1}}{n}})^{-1}}

se denomina media armónica de los números {\displaystyle x_{1},x_{2},...x_{n}}.
Desde un punto de vista formal, no hay restricción para el valor del grado {\displaystyle \beta }, de modo que puede asumir cualquier valor real

{\displaystyle -\infty <\beta <+\infty }

Y el valor de x debe ser positivo.

## Proposiciones

### Comparación con la media geométrica
Si  {\displaystyle x_{1},x_{2},...,x_{n}}  son números positivos y, a su vez, {\displaystyle k<0<l} entonces se cumple
 {\displaystyle c_{k}\leq G\leq c_{l}}
donde G es la media geométrica; Obsérvese que la media potencial de grado negativo no excede a la media geométrica y que la media potencial de grado positivo no es menor que la media geométrica.

### Producto versus suma de n-ésinas potencias
Dado los números positivos x1,  x2,..., xn se cumple que
nx1 x2...  xn  ≤   x1n +  x2n + xnn

### Monotonía de la media potencial respecto al grado
Si x1,  x2,..., xn son números posiivos y m < p, se tiene C m≤ Cp. Ocurre la igualdad  C m =  Cp únicamente si
x1 =  x2 =... = xn.

### Relación de orden entre diversas medias potenciales
Si se asume que la media geométrica g sea definida como "media potencial de grado cero" y se denota g = c0, se tiene la siguiente sucesión
c-1 ≤   c0 ≤   c1 ≤   c2

## Propiedades
{\displaystyle M_{i}(x_{1},\dots ,x_{n})\leq M_{j}(x_{1},\dots ,x_{n}){\mbox{ si }}\,i<j}
Para {\displaystyle x_{1},\dots ,x_{n}{\mbox{ fijos: }}M(m)=M_{m}(x_{1},\dots ,x_{n})} es continua respecto a {\displaystyle m\in \mathbb {R} }. Obsérvese que para valores de {\displaystyle m\leq 0} la expresión solo tiene sentido si todos los {\displaystyle x_{i}\geq 0}. 
El concepto de media generalizada también puede servir para definir otros más amplios.

## Aplicaciones

### Media geométrica
En el caso de dos pesos aproximados de una cosa, se aplica la media geométrica. Si hay dos pesadas para el mismo objeto  que dan 1,085 kg y 0.995. Se halla el la media geométrica, g = 1.034, aproximado a gramos ( o milésimos)

### Radio promedio
Se conocen las medidas de los radios de 4 círculos que son 6, 8, 11 y 15 cm respectivamente. Hállese el radio de círculo cuya área sea el promedio de las áreas circulares propuestas.
Sean r1= 6,   r2 = 8,   r3 = 11 y   r4 = 15.
Se aplica la media cuadrática
{\displaystyle r_{m}={\sqrt {\frac {r_{1}^{2}+r_{2}^{2}+r_{3}^{2}+r_{4}^{2}}{4}}}}
y para los valores respectivos resulta el valor del radio:
{\displaystyle r_{m}=10.56}
lo que difiere de la media aritmética de los radios que sería
{\displaystyle r_{a}=10}

### Medida promedial de arista
Se conocen las medidas de las aristas de 3 cubos que son 8, 10 y 12. Hállese la medida de un cubo que represente el volumen promedio de los cubos dados.
Sean a1 = 8, a2 = 10 y a3 = 12
En este caso se va a aplicar la media potencial de grado 3
{\displaystyle a_{m}={\sqrt[{3}]{\frac {a_{1}^{3}+a_{2}^{3}+a_{3}^{3}}{3}}}}
y con los valores propuestos resulta la medida de la arista:
{\displaystyle a_{m}=10.26}
resultado diferente a la media aritmética de las medidas de las  aristas que sería
{\displaystyle a=10}

### Velocidad promedio
Si una canoa  va en un río, aguas abajo, a la velocidad de {\displaystyle 40\;\mathrm {km/h} } y aguas arriba a la velocidad de {\displaystyle 25\;\mathrm {km/h} }, hallar la velocidad promedio. En este caso aplicamos la fórmula del promedio armónico para los valores {\displaystyle v_{1}=40,v_{2}=25}, 
, para los datos dados, resulta {\displaystyle v_{p}=30{,}77\mathrm {~km/h} } distinto al promedio aritmético {\displaystyle {\frac {40+25}{2}}=32{,}5\mathrm {~km/h} }.